# El Cachafaz
Ovídio José Bianquet (Buenos Aires, 14 de fevereiro de 1885 – Mar del Plata, 7 de fevereiro de 1942), também conhecido como Benito, foi um dançarino de tango argentino.
É o mais famoso de todos os dançarinos do tango, nascido de uma família pobre no coração da capital argentina, seu estilo pessoal de dançar o tango aliado com os passos já existentes no gênero o levou primeiramente para os Estados Unidos em 1911 e depois de seu regresso ao país natal em 1913 funda uma Academia de baile (lugar onde se pratica a dança do tango) sempre dando aulas de tango para pessoas da alta sociedade que queriam aprender a exótica dança que já triunfava na Europa. Foi uma figura quase mitológica, uma vez que as anedotas sobre a sua vida são abundantes. Em 1919 esteve em Paris, onde conheceu o músico argentino Manuel Pizarro, sendo um dos embaixadores do tango na Cidade Luz. Sua fama o levou inclusive ao cinema em 1933 quando aparece no filme Tango, o primeiro longa metragem totalmente sonorizado do cinema argentino onde aparece com a sua companheira de baile Carmencita Calderón.
Falece de um ataque cardíaco fulminante em 7 de fevereiro de 1942 depois de mais uma apresentação e quando ouviria com amigos a partida final da Copa América de 1942 entre Argentina e Uruguai.